# Kippenburg
De Kippenburg is een monumentaal gebouw op het gelijknamige landgoed van 30 hectare, gelegen ten noorden van Oudemirdum en ten zuidwesten van Balk in de Nederlandse provincie Friesland.

## Beschrijving
Het landgoed waarop de Kippenburg is gelegen was in de 19e eeuw in het bezit van de familie Van Swinderen. Een van hen, jhr. G. Van Swinderen, begon hier in de eerste helft van de 19e eeuw een hoenderfokkerij en liet er in 1830 een landhuis bouwen, dat de naam Kippenburg kreeg. Toen bleek dat de kippenfokkerij niet rendabel was besloot hij de Kippenburg een andere bestemming te geven. Hij maakte van het landhuis een herberg, die meer dan honderd jaar een belangrijke recreatieve functie in Gaasterland zou vervullen. Het landgoed is nog steeds in bezit van een rechtstreekse afstammeling van de familie van Swinderen. 

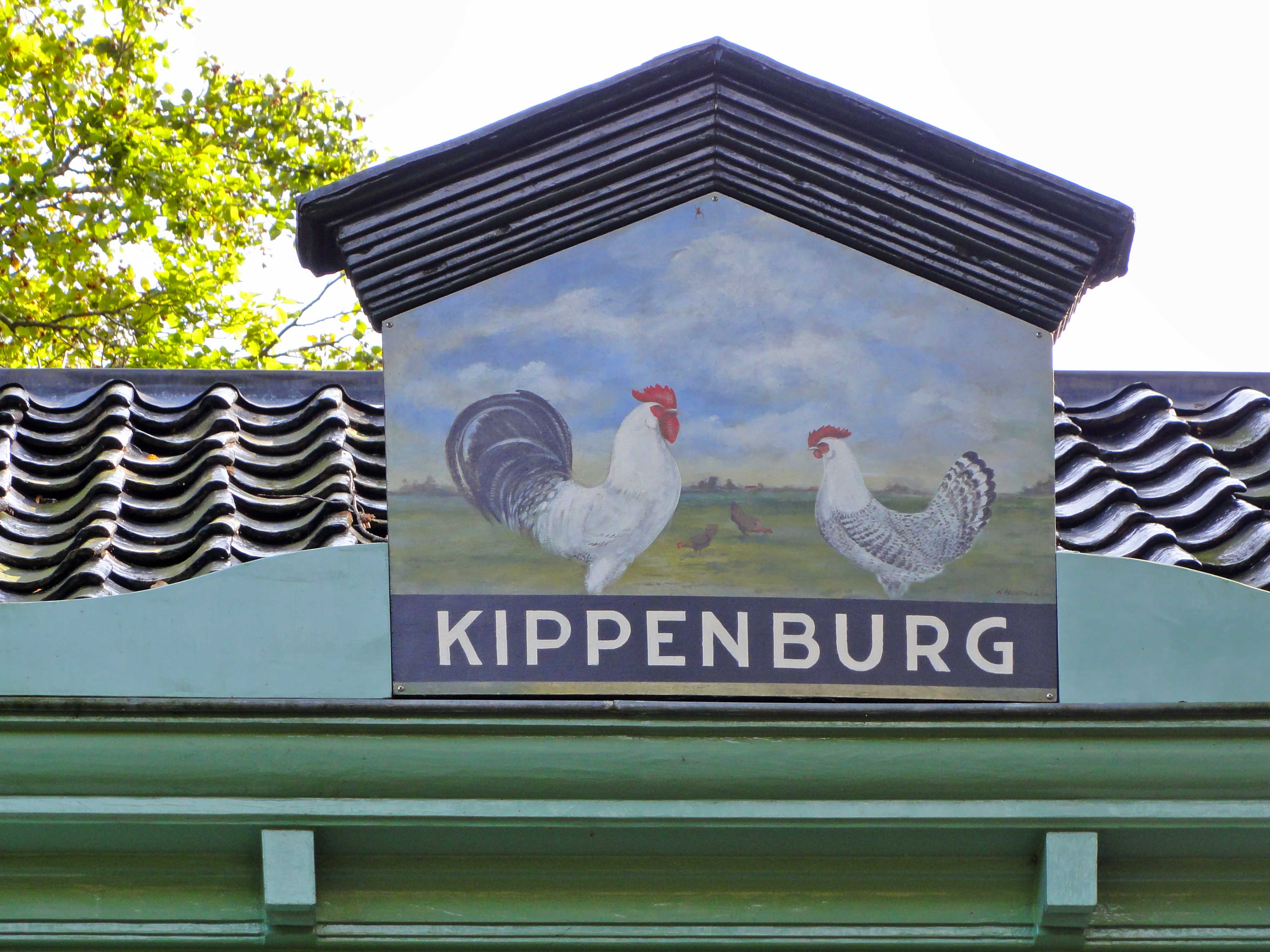
Herinnering aan de oorspronkelijke functie van de Kippenburg

De Kippenburg ligt tussen de Starnumanbossen en het Lycklemabosch. Het huis is erkend als rijksmonument. Het is een witgeverfd, tweebeukig, blokvormig pand met twee evenwijdige schilddaken en daarop vier hoekschoorstenen. Het gehele pand is voorzien van zesruitsvensters.
Het totale landgoed is 30 hectare groot. Hierbij horen ook de naast het landhuis gelegen boerderij en een paardendekstation. Het landgoed wordt aan de noordwestzijde begrensd door de Luts, aan de noordoostzijde loopt de vaart langs de Boekesingel. Beide kanalen deden dienst ten behoeve van de afvoer van hout en ekenschors. Langs de Boekesingel ligt een oude beukenlaan.
De op het terrein gelegen brug en boerderij/schuur hebben gememeentelijke monumentstatus.
Het landhuis is in 1992 gebruikt voor de film Voor een verloren soldaat.